# 顧祖禹
顧祖禹（1631年—1692年），字端五，又字復初，又字景范，又稱宛溪。江蘇無錫人。

## 生平
高祖顧大棟撰有《九邊圖說》，曾祖顧文耀、父親顧柔謙，皆通曉輿地之學。崇祯四年辛未（1631年），祖禹生於江蘇常熟，明亡随父隱居常熟虞山，長年授課於私塾，終生不仕，與寧都魏禧有深交。顺治十六年（1659年）開始撰寫《讀史方輿紀要》，盡閱二十一史，“覽城廓﹐按山川﹐稽道里﹐問關律”，康熙十三年（1674年），三藩起兵，只身入闽，参预耿精忠幕中。未被重用，只好重返故里，继续修撰《纪要》。康熙十九年，應徐乾学之聘，参修《大清一统志》，此期間利用工作之便，遍閱徐家藏书，为《读史方舆纪要》的修撰累積大量的資料。以三十餘年之功撰成《讀史方輿紀要》，魏禧评此書為：“此数千百年来绝无仅有之书也”。因久居無錫城東宛溪，學者稱宛溪先生。康熙三十一年（1692年）卒。